# 마르코 벨로키오
마르코 벨로키오(Marco Bellocchio, 1939년 11월 9일 ~ )는 이탈리아의 영화 감독, 영화 각본가, 배우이다.

## 작품 목록
- La colpa e la pena (1961)
- 호주머니 속의 손 (1965)
- 중국은 가깝다 (1967)
- Sbatti il mostro in prima pagina (1972)
- Marcia trionfale (1976)
- 갈매기 (Il gabbiano, 1977)
- 리프 인 더 다크 (1980)
- Gli occhi, la bocca (1982)
- 헨리 4세 (1984)
- 육체의 악마 (1986)
- La visione del sabba (1988)
- 컨빅션 (1991)
- 나비의 꿈 (Il sogno della farfalla, 1994)
- 홈부르크의 왕자 (1996)
- 보모 (1999)
- 내 어머니의 미소 (2002)
- 굿모닝, 나잇 (2003)
- 웨딩 디렉터 (2006)
- 승리 (2009)
- 잠자는 미녀 (2012)
- 나의 혈육 (2015)
- 달콤한 꿈 (2017)
- 배신자 (2019)
- 납치 (2023)